# FEX
Fex is een historisch merk van motorfietsen.
De bedrijfsnaam was: Fex-Kraftwerk GmbH, Hobrechtstrasse 57, Berlin-Neuköln.
Duits bedrijfje dat DKW- en Bekamo-motoren inbouwde maar wiens eigen 170cc-tweetaktmotor een mislukking werd.
In 1923 begon Fex met de productie, tegelijk met honderden andere kleine merken. Alleen al in Berlin-Neuköln waren er naast Fex nog drie merken. Ze waren afhankelijk van regionale klanten en hadden daardoor weinig kans om te overleven. Fex moest in 1924 de productie al beëindigen.